# 대한민국 형법 제268조
대한민국 형법 제268조는 업무상과실, 중과실 치사상에 대한 형법각칙의 조문이다.

## 조문
제268조 (업무상과실, 중과실 치사상) 업무상 과실 또는 중대한 과실로 인하여 사람을 사상에 이르게 한 자는 5년 이하의 금고 또는 2천만원 이하의 벌금에 처한다.

第268條(業務上過失·重過失 致死傷) 業務上 過失 또는 重大한 過失로 因하여 사람을 死傷에 이르게 한 者는 5年 以下의 禁錮 또는 2千萬원 以下의 罰金에 處한다.

## 비교 조문
일본형법  제211조 (업무상과실치사상 등) ① 업무상 필요한 주의를 게을리하여 사람을 사망 또는 상해에 이르게 한 자는 5년 이하의 징역이나 금고 또는 500만원 이하의 벌금에 처한다. 중대한 과실에 의하여 사람을 사망 또는 상해에 이르게 한 자도 같다.
② 자동차 운전상 필요한 주의를 게을리하여 사람을 사망 또는 상해에 이르게 한 자는 7년 이하의 징역이나 금고 또는 1000만원 이하의 벌금에 처한다. 단, 그 상해가 가벼운 때에는 정상에 따라 그 형을 면제할 수 있다.

## 참조조문
교통사고처리 특례법 제3조 (처벌의 특례) (1) 차의 운전자가 교통사고로 인하여 형법 제268조의 죄를 범한 때에는 5년 이하의 금고 또는 2천만원 이하의 벌금에 처한다. <개정 1984.8.4, 1993.6.11, 1996.8.14>

특정범죄 가중처벌 등에 관한 법률 제5조의3(도주차량 운전자의 가중처벌) (1) 「도로교통법」 제2조에 규정된 자동차·원동기장치자전거의 교통으로 인하여 「형법」 제268조의 죄를 범한 해당 차량의 운전자(이하 "사고운전자"라 한다)가 피해자를 구호(救護)하는 등 「도로교통법」 제54조제1항에 따른 조치를 하지 아니하고 도주한 경우에는 다음 각 호의 구분에 따라 가중처벌한다.

## 사례
'우유주사'를 놔주겠다며 '미다졸람' 등의 약물과 마취제를 여성 환자에게 혼합 주사해 숨지게 한 산부인과 의사는 업무상과실이 인정될 수 있다.

## 판례
- 형법 제268조 업무상 과실의 유무를 판단함에는 같은 업무와 직무에 종사하는 일반적 보통인의 주의정도를 표준으로 한다[2]
- 태아를 사망에 이르게 하는 행위는 임산부에 대한 상해가 아니다[3]
- 환자에 대한 투약 과정 및 그 이후의 경과를 관찰·보고하고 환자의 요양에 필요한 간호를 수행함을 그 직무로 하고 있는 종합병원의 간호사로서는 그 직무 수행을 위하여 처방 약제의 투약 전에 미리 그 기본적인 약효나 부작용 및 주사 투약에 따르는 주의사항 등을 확인·숙지하여야 할 의무가 있다 할 것인바, 이 사건 처방의 경위와 위 베큐로니움의 특수한 용도 및 그 오용의 치명적 결과 등을 감안할 때, 위 처방이 너무나 엉뚱한 약제를 투약하라는 내용이어서 필시 착오 또는 실수에 기인한 것이라고 의심할 만한 사정이 있음을 쉽게 인식할 수 있었다 할 것이고, 그러한 사정이 있다면 간호사에게는 그 처방을 기계적으로 실행하기에 앞서 당해 처방의 경위와 내용을 관련자에게 재확인함으로써 그 실행으로 인한 위험을 방지할 주의의무가 있다고 봄이 상당하다[4]

- 도로교통법상의 주취운전 또는 과로운전의 죄와 그 기회에 야기된 과실치사상죄와의 관계에 있어서 상상적 경합인지 실체적 경합인지 구체적 사안에 대하여 일률적으로 어느 한 쪽으로 단정지우는 것은 어려운 일이다[5].

- 운전면허 없이 운전을 하다가 두 사람을 한꺼번에 치어 사상케 한 경우에 이 업무상과실치사상의 소위는 상상적 경합죄에 해당하고 이와 무면허운전에 대한 도로교통법 위반죄와는 실체적 경합관계에 있다[6].

- 차의 운전자가 업무상과실 또는 중과실에 의하여 사람을 상해에 이르게 하거나 재물을 손괴하고 같은 법 제50조 제1항 소정의 구호조치 등 필요한 조치를 취하지 아니한 경우에는 업무상과실, 중과실치상죄 또는 같은 법 제108조의 죄와 같은 법 제106조의 죄가 성립하고 이는 실체적 경합범이다[7]

- 자동차 운전자가 타 차량을 들이받아 그 차량을 손괴하고 동시에 동 차량에 타고 있던 승객에게 상해를 입힌 경우, 이는 동일한 업무상과실로 발생한 수개의 결과로서 형법 제40조 소정의 상상적 경합관계에 있다[8]

## 참고 문헌
- 김재윤, 손동권, 『새로운 형법각론』, 율곡출판사, 2013. ISBN 978-89-974283-4-2

## 같이 보기
- 업무상 과실치사죄